# Hodonín (huyện)
Huyện Hodonín (tiếng Séc: Okres Hodonín) là một huyện (okres) nằm trong vùng Nam Moravia của Cộng hòa Séc. Huyện Hodonín có diện tích 1086 km², dân số năm 2002 là 158602 người. Thủ phủ huyện đóng ở Hodonín. Huyện này có 81 khu tự quản.

## Các khu tự quản
Huyện Hodonín có 81 khu tự quản sau: